# ウィリバルド・ガルシア
ウィリバルド・ガルシア・ペレス（Willibaldo Garcia Perez、1989年12月24日 - ）は、メキシコのプロボクサー。コパラ出身。現IBF世界スーパーフライ級王者。

## 来歴
2017年10月14日、バハ・カリフォルニア州サン・フェリペのホテル・ポサダ・デル・ソルでプロデビュー戦を行い、2回TKO勝ちを収めた。
2020年9月21日、WBCインターナショナルバンタム級王者のアレハンドロ・サンティアゴとWBCインターナショナル同級タイトルマッチを行うも、10回0-2の判定負けを喫し王座獲得に失敗した。
2023年4月22日、チワワ州チワワのアリーナ・コーナー・スポーツでマーロン・リオスとIBFラテンアメリカスーパーフライ級王座決定戦を行い、8回TKO勝ちを収め王座獲得に成功した。
2024年10月29日、ガルシアはIBFから指名挑戦者としてWBA・IBF世界スーパーフライ級統一王者のフェルナンド・マルティネスとの指名戦を指令されていたが、マルティネスが前WBA同級王者の井岡一翔とのダイレクトリマッチによる再戦を優先した上でガルシアとの対戦を拒否し同日付でIBF王座を返上したため、マルティネスへの挑戦は白紙となった。
2024年12月21日、日本のリングに初登場。ツインメッセ静岡で「3150×LUSHBOMU vol.3」の第1試合として同じメキシコ出身のIBF世界スーパーフライ級4位のレネ・カリストとIBF前王者マルティネスの王座返上に伴うIBF世界同級王座決定戦を行うも、12回1-1（118-110、112-116、114-114）の引き分け判定で王座獲得に失敗し王座はそのまま空位となった。なお、試合は両者の地元であるメキシコのゴールデンタイムに合わせる形で第1試合として行われた。
2025年1月5日、IBFはIBF世界スーパーフライ級3位のガルシアと同級4位のレネ・カリストに対してIBF世界同級王座決定戦のダイレクトリマッチによる再戦を指令した。
2025年5月23日、サカテカス州サカテカスのギムナシオ・マルセリーノ・ゴンザレスでIBF世界スーパーフライ級4位のレネ・カリストとIBF世界同級王座決定戦の再戦を行い、12回2-1（116-112、115-113、113-115）の僅差の判定勝ちを収め王座獲得に成功した。

## 戦績
- プロボクシング：32戦 23勝 (13KO) 6敗 2分 1無効試合

| 戦           | 日付           | 勝敗 | 時間    | 内容    | 対戦相手                                     | 国籍           | 備考                                            |
| ------------ | -------------- | ---- | ------- | ------- | -------------------------------------------- | -------------- | ----------------------------------------------- |
| 1            | 2017年10月14日 | ☆    | 2R 2:14 | TKO     | アレハンドロ・セペダ・クエバス               | メキシコ       | プロデビュー戦                                  |
| 2            | 2018年2月8日   | ★    | 4R      | 判定0-2 | エステバン・カマチョ・バロ                   | メキシコ       |                                                 |
| 3            | 2018年3月10日  | ★    | 4R      | 判定0-3 | ラファエル・アレクサンダー・デルガド         | メキシコ       |                                                 |
| 4            | 2018年4月7日   | －   | 3R 1:52 | NC      | ヘスス・ジョバニ・アンドレード・サンチェス   | メキシコ       |                                                 |
| 5            | 2018年6月9日   | ★    | 6R      | 判定0-3 | デウェイン・ビーモン                         | アメリカ合衆国 |                                                 |
| 6            | 2018年6月23日  | ★    | 4R      | 判定0-2 | ラファエル・マルサン                         | アメリカ合衆国 |                                                 |
| 7            | 2018年8月10日  | ☆    | 4R      | 判定2-1 | ルイス・バルデス・ペーニャ                   | メキシコ       |                                                 |
| 8            | 2018年10月20日 | △    | 6R      | 判定1-1 | ミサエル・グラシア・アセベド                 | メキシコ       |                                                 |
| 9            | 2018年11月17日 | ☆    | 4R      | 判定2-0 | ホセ・ラミレス・マシエル                     | メキシコ       |                                                 |
| 10           | 2018年12月22日 | ☆    | 4R 0:51 | TKO     | カウトリ・ゲレーロ                           | メキシコ       |                                                 |
| 11           | 2019年2月9日   | ☆    | 6R      | 判定3-0 | ヘスス・エンリケ・アレナス・オスナ           | メキシコ       |                                                 |
| 12           | 2019年4月5日   | ☆    | 6R      | 判定2-0 | フランシスコ・メンディビル・ペレス           | メキシコ       |                                                 |
| 13           | 2019年6月1日   | ☆    | 1R 2:42 | TKO     | クリスチャン・ケサダ・ガルシア               | メキシコ       |                                                 |
| 14           | 2019年9月7日   | ☆    | 1R 1:06 | KO      | エリアス・アギラー・コントレラス             | メキシコ       |                                                 |
| 15           | 2019年10月4日  | ☆    | 2R 1:58 | TKO     | アルベルト・アスカニオ                       | メキシコ       |                                                 |
| 16           | 2020年2月1日   | ☆    | 10R     | 判定3-0 | デウェイン・ビーモン                         | アメリカ合衆国 |                                                 |
| 17           | 2020年9月21日  | ★    | 10R     | 判定0-2 | アレハンドロ・サンティアゴ                   | メキシコ       | WBCインターナショナルバンタム級タイトルマッチ   |
| 18           | 2020年12月17日 | ☆    | 9R 0:52 | TKO     | ラウル・エスケル                             | メキシコ       |                                                 |
| 19           | 2021年2月6日   | ☆    | 8R      | 判定3-0 | オスカー・ネリ・プラタ                       | メキシコ       |                                                 |
| 20           | 2021年6月25日  | ★    | 10R     | 判定1-2 | ポール・バトラー                             | イギリス       | WBOインターナショナルバンタム級王座決定戦       |
| 21           | 2021年9月25日  | ☆    | 2R 0:30 | KO      | ホセ・ビジェガス・ソモサ                     | メキシコ       |                                                 |
| 22           | 2021年11月13日 | ☆    | 8R      | 判定3-0 | ホセ・ヌニェス・ロペス                       | メキシコ       |                                                 |
| 23           | 2021年12月22日 | ☆    | 2R 1:17 | KO      | パトリシオ・カマチョ・バルデス               | メキシコ       |                                                 |
| 24           | 2022年5月14日  | ☆    | 6R      | 判定3-0 | ヘスス・フィエロ・ベルデュゴ                 | メキシコ       |                                                 |
| 25           | 2022年8月10日  | ☆    | 4R 終了 | TKO     | エクトル・ルイス・ソト                       | メキシコ       |                                                 |
| 26           | 2022年10月21日 | ☆    | 3R 1:52 | KO      | クリスチャン・エンリケス・イバラ             | メキシコ       |                                                 |
| 27           | 2022年12月14日 | ☆    | 7R 1:16 | TKO     | ビクトル・メンデス                           | メキシコ       |                                                 |
| 28           | 2023年4月22日  | ☆    | 8R      | TKO     | マルロン・リオス・サリナナ                   | メキシコ       | IBFラテンアメリカスーパーフライ級タイトルマッチ |
| 29           | 2024年2月9日   | ☆    | 8R      | 判定3-0 | リーゴ・アマール・マルティネス・エルナンデス | メキシコ       |                                                 |
| 30           | 2024年6月22日  | ☆    | 1R 2:41 | TKO     | カルロス・バウティスタ・サンチェス           | メキシコ       |                                                 |
| 31           | 2024年12月21日 | △    | 12R     | 判定1-1 | レネ・カリスト                               | メキシコ       | IBF世界スーパーフライ級王座決定戦               |
| 32           | 2025年5月23日  | ☆    | 12R     | 判定2-1 | レネ・カリスト                               | メキシコ       | IBF世界スーパーフライ級王座決定戦               |
| テンプレート |                |      |         |         |                                              |                |                                                 |

## 獲得タイトル
- IBFラテンアメリカスーパーフライ級王座
- IBF世界スーパーフライ級王座（防衛0）